# Еремиаш, Отакар
Отакар Ере́миаш (чеш. Otakar Jeremiáš; 17 октября 1892, Писек — 5 марта 1962, Прага) — чешский композитор, дирижёр, музыкальный педагог и музыкально-общественный деятель; главный дирижёр симфонического оркестра Чешского радио и руководитель оперной труппы Национального театра в Праге, народный артист Чехословакии (1950). Сын композитора Богуслава Еремиаша (1859—1918), брат композитора и пианиста Ярослава Еремиаша (1889—1919).

## Биография
С 1907 г. Отакар Еремиаш учился в Пражской консерватории у Карела Штекера (композиция) и Йозефа Клички, позднее совершенствовал композиторское мастерство под руководством Витезслава Новака, занимался также виолончелью у Яна Буриана.
С 1913 года Еремиаш руководил музыкальной школой в городе Ческе-Будеёвице, концертировал как виолончелист и пианист (преимущественно в составе различных чешских камерных ансамблей).
В 1929 году он был назначен на должность главного дирижёра Симфонического оркестра Чешского радио, с 1945 года руководил оперной труппы Национального театра в Праге. Помимо интенсивных занятий композицией выпустил учебные пособия по дирижированию и оркестровке. В 1950 году Отакару Еремиашу было присвоено почётное звание народный артист Чехословакии (1950).
В память Еремиаша назван главный концертный зал Южночешской филармонии в Ческе-Будеёвице.

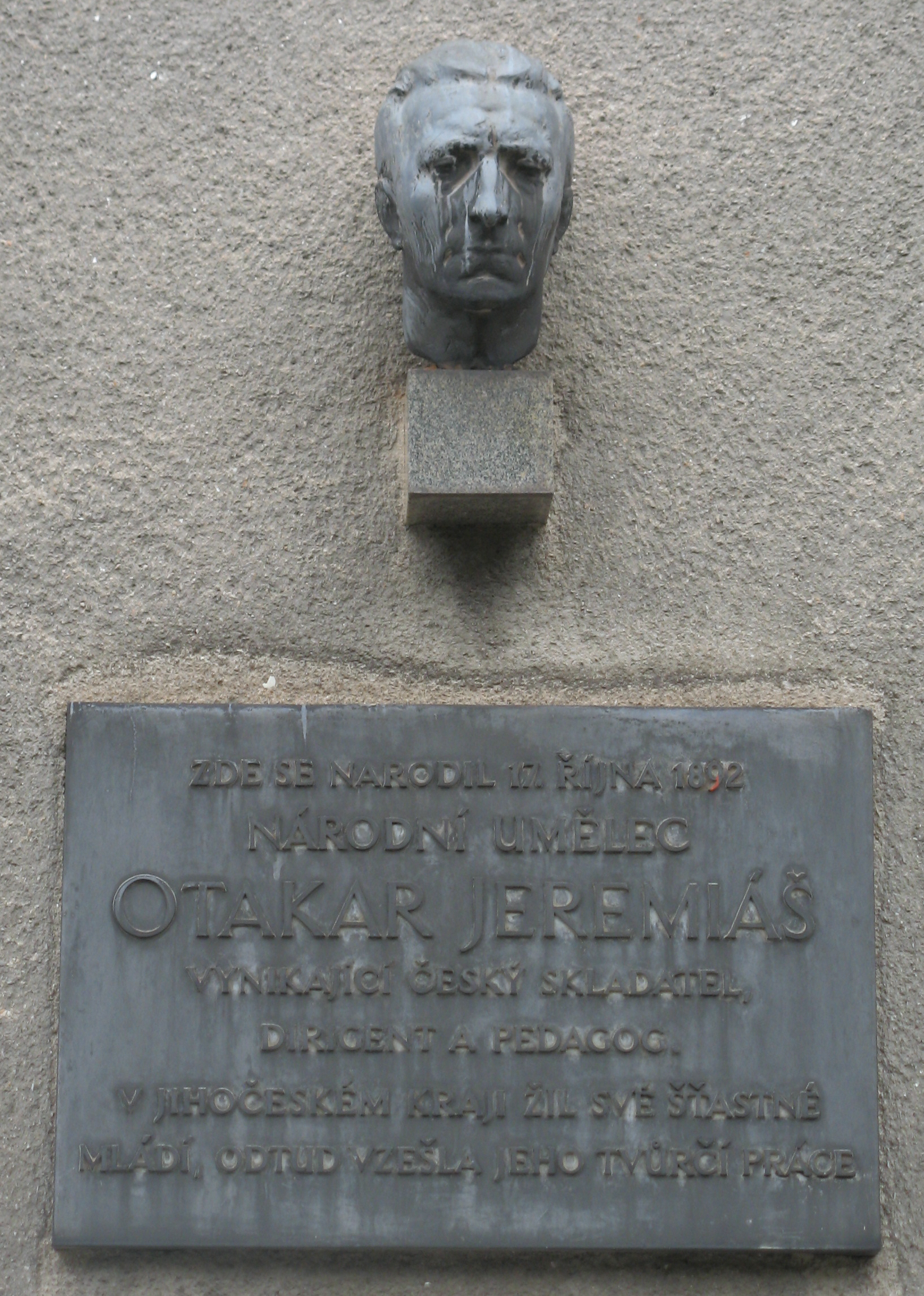
Мемориальная доска на доме в городе Писек, в котором родился Отакар Еремиаш

## Сочинения
- Опера «Братья Карамазовы» (1927)
- Опера «Уленшпигель» (1949)
- Кантата «Песнь о родной земле» (1941) и др.